# باشگاه فوتبال ویارئال بی
باشگاه فوتبال ویارئال بی (انگلیسی: Villarreal CF B) یک تیم فوتبال اسپانیایی مستقر در ویارئال، در منطقه خودمختار والنسیا است. این تیم که در سال ۱۹۹۹ تأسیس شد، تیم دوم باشگاه فوتبال ویارئال است و در سگوندا دیویسیون، سطح دوم فوتبال در اسپانیا، بازی می‌کند.
این باشگاه، به‌علت آن‌که تیم دوم باشگاه فوتبال ویارئال محسوب می‌شود، حتی در‌صورت صعود به لا لیگا، اجازه بازی در این سطح را ندارد و در این شرایط تیم رده بعدی به لا لیگا صعود خواهد کرد.